# Megachile luteola
Megachile luteola är en biart som beskrevs av Pasteels 1965. Megachile luteola ingår i släktet tapetserarbin, och familjen buksamlarbin. Inga underarter finns listade i Catalogue of Life.